# IC 4756
IC 4756是位於巨蛇座的一個既大且明亮的疏散星團。其距离地球大约1300光年。IC 4756最早由英國天文學家湯馬士·威廉·韋伯於1859年出版的書籍中紀錄；但約翰·路易·埃米爾·德雷耳編輯索引星表時則將該星團的發現者認定為1896年時首次對該星團進行研究的美國天文學家索倫·歐文·貝利。
它被稱為格拉夫星團，亮度足以用肉眼看到，被認為是雙筒望遠鏡或小型望遠鏡欣賞的最佳星團。
IC 4756若與NGC 6633配對，則被稱為特威德星團，也稱為秘密花園星團。

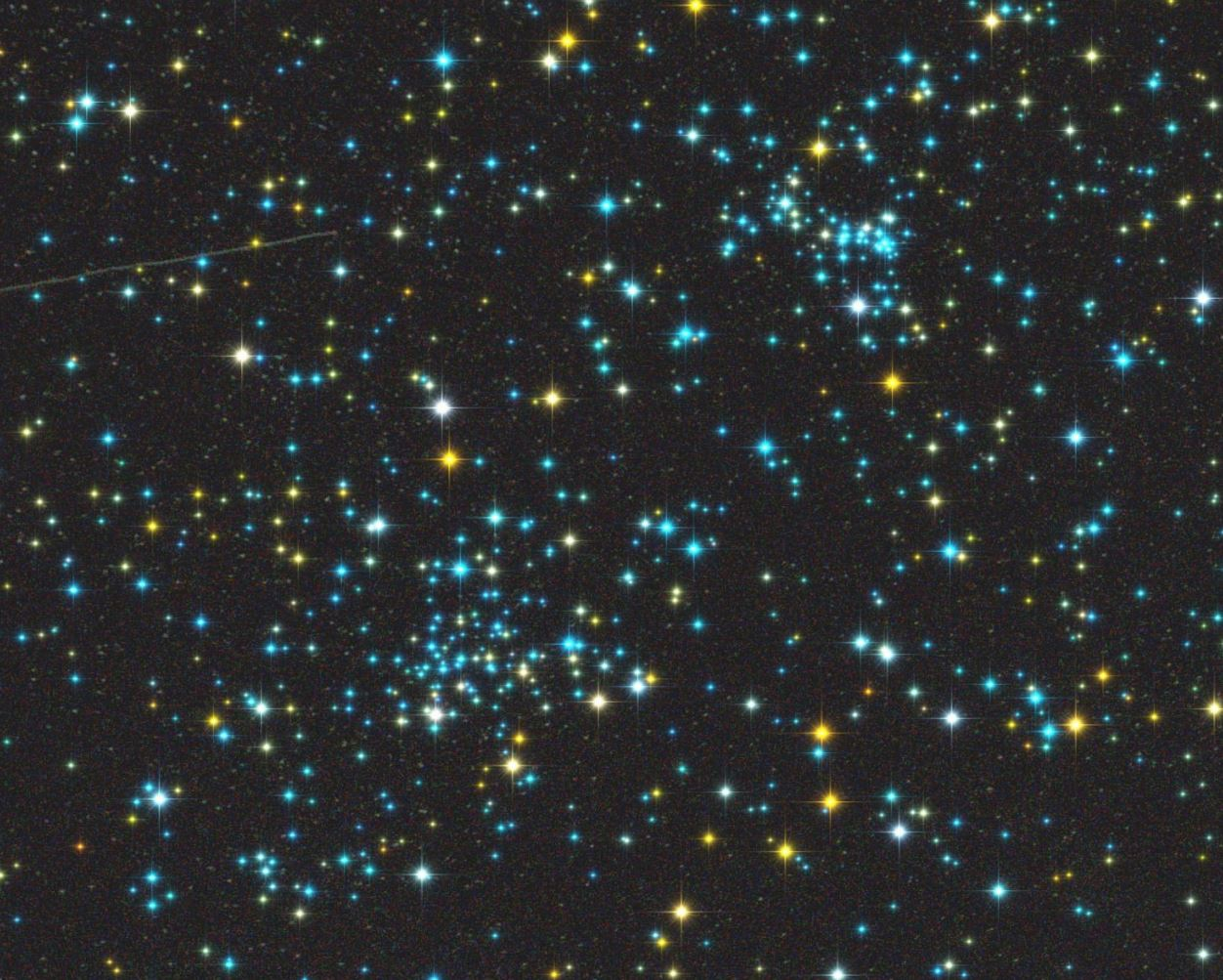
疏散星團IC 4756（左）和NGC 6633的原始天文照片。

IC 4756的年齡大約是5億年到8。其金屬量類似於太陽，是-0.02+0.01
− dex.。
對該星團與其他年齡相近星團的金屬量觀測顯示，年齡相近的疏散星團與銀河系中心的距離接近一致。

## 恆星
星團中有一些值得注意的恒星。IC 4756中的HD 172365含有大量過量的鋰，是可能的後藍掉隊星。HD 172189也是IC 4756的成員，是一顆大陵五型變星的食變星，其週期為5.70日。該系統中的主星也是盾牌座δ型變星，有多種脈動頻率，與食的組合導致系統約有0.1星等的光度變化。

## 外部連結
- 维基共享资源上的相關多媒體資源：IC 4756
- WikiSky上关于IC 4756的内容：DSS2, SDSS, GALEX, IRAS, 氢α, X射线, 天文照片, 天图, 文章和图片